# IC 4623
IC 4623 ist eine spiralförmige Radiogalaxie vom Hubble-Typ Sc im Sternbild Herkules am Nordsternhimmel. Sie ist schätzungsweise 435 Millionen Lichtjahre von der Milchstraße entfernt und hat einen Durchmesser von etwa 90.000 Lichtjahren.
Im selben Himmelsareal befinden sich u. a. die Galaxien NGC 6243.
Das Objekt wurde am 27. Juli 1903 von Stéphane Javelle entdeckt.